# 前瞻性研究
前瞻研究（prospective study）或前瞻性队列研究（prospective cohort study）是一种时间纵向的研究，即观察一组人群随着时间推移，其中某些特定因素的不同如何影响某一结果的发生。